# کارلوس انریکه
کارلوس انریکه (انگلیسی: Carlos Enrique؛ زادهٔ ۱۲ دسامبر ۱۹۶۳) بازیکن فوتبال اهل آرژانتین است.
از باشگاه‌هایی که در آن بازی کرده‌است می‌توان به باشگاه فوتبال ریور پلاته، باشگاه فوتبال بانفیلد، باشگاه فوتبال الیانزا لیما، باشگاه فوتبال لانوس، و باشگاه اتلتیکو ایندپندینته اشاره کرد.
وی همچنین در تیم ملی فوتبال آرژانتین بازی کرده‌است.